# Uvita
L'uvita és un mineral que pertany al grup de la turmalina. Va ser descoberta l'any 1929 a la província d'Uva (Sri Lanka), d'on pren el seu nom. Va ser redefinida per la IMA l'any 2011 en dos minerals: fluoruvita i uvita (OH-dominant), totes dues espècies termes extrems d'una sèrie.

## Característiques químiques
És un alumino-silicat amb anions addicionals de borat, i cations de calci, magnesi i alumini. La seva estructura molecular és de ciclosilicat en anells de sis tetraedres de sílice, amb anions complexos aïllats.
Forma una sèrie de solució sòlida amb la dravita (NaMg₃Al₆(BO₃)₃Si₆O18(OH)₄), en la qual la substitució gradual del calci per sodi va donant els diferents minerals de la sèrie.
És l'anàleg amb magnesi de la feruvita (Ca(Fe2+)₃(Al₅Mg)(BO₃)₃Si₆O18(OH)₃F).
A més dels elements de la seva fórmula, sol portar com a impureses: manganès, titani, sodi, crom, vanadi, aigua i zinc, que li donen diferents tonalitats de color.

## Formació i jaciments
Apareix típicament en roques pegmatites riques en calci que han estat sotmeses a metamorfisme de contacte i processos metasomàtics amb addició de bor. Sol trobar-se associat a altres minerals com: calcita, dolomita, tremolita, apatita o escapolita.

## Usos
Pot ser tallat i empleat com a gemma en joieria.